# 必發公園
必發公園是加拿大安大略省多倫多的一個社區，位於市中心外的郊區。它的東南部與羅倫斯公園（Lawrernce Park）接壤。羅倫斯公園與2011年被評為加拿大最富有的社區。多倫多市政府將必發公園的大部分地區，以及羅倫斯公園北部規劃社區的必發公園路（Bedford Park Avenue）及必發公園其余的西部和北部，劃分為一個更大的市政社區，稱為必發公園-諾城（Bedford Park-Nortown）。這個市政社區的邊界向西延伸至巴佛士街（Bathurst Street），向北延伸至401號公路，向南延伸至山丘道（Hillhurst Boulevard，艾靈頓路以北），沿央街及阿梵奴道（Avenue Road）從東北向西南蜿蜒曲折地延伸。
加拿大統計局（Statistics Canada）在必發公園設立了三個人口普查區：0141.01、0141.02及0142.00。

## 歷史
該地區最初是一個小村莊，是農民前往城市市場的熱門中轉站。該社區可能以是以必發公園酒店命名，該酒店於1873年在央街夾Fairlawn Avenue的西南角開業，就在羅倫斯路以北。現在這個街角有施巴提恩西餅店（Sebastien patisserie）。

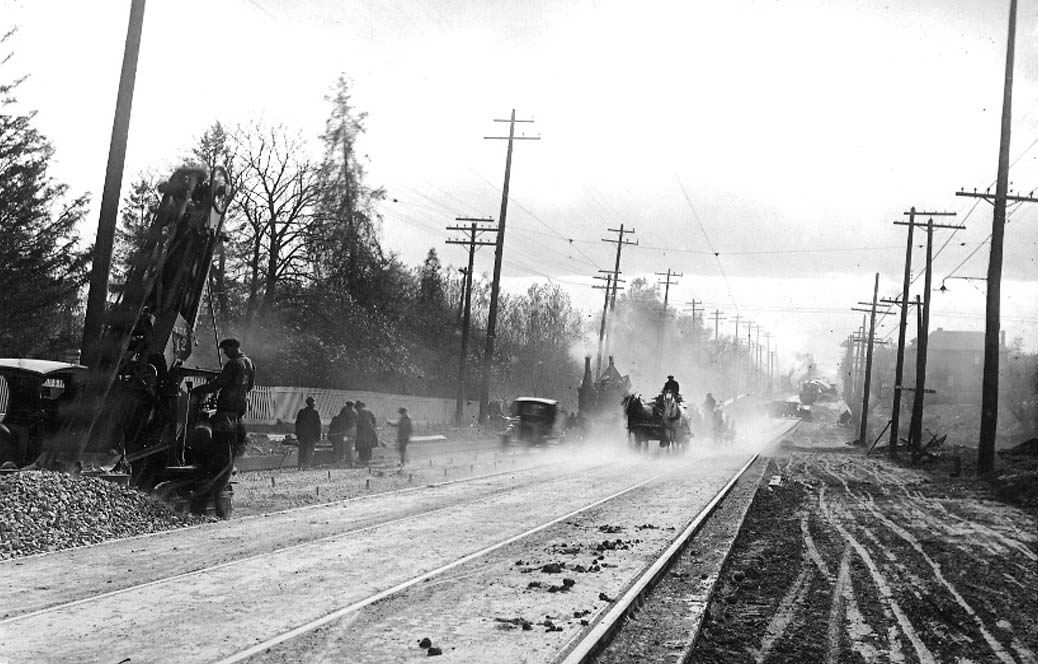
約1922年羅倫斯路夾央街的有軌電車軌道的建築工程。有軌電車服務於1890年在必發公園開始。

1890年，必發公園與南部的兩個小村莊爹核士威老（Davisville）及艾靈頓（Eglinton）合併，成為北多倫多（North Toronto）鎮。同年，多倫多大都會街鐵路開始在該地區運作，促進地產發展。
必發公園被央街一分為二，位於羅倫斯大道以北及阿梵奴路以東。北部邊界是央街西側的布魯克街（Brooke Avenue）和央街東側的斯諾登路（Snowdon Avenue）。東部邊界是Ronan Avenue。央街夾羅倫斯路東北部還有一所學校，名為必發公園公立學校（Bedford Park Public School）。
該地區的原始住宅建於1890年至1940年間。必發公園被設想為城市北部邊界的中產階級地產發展項目，擁有中型獨立式及半獨立式住宅。1909年，玫瑰谷哥爾夫球會（Rosedale Golf Club）搬遷到必發公園東北部的當河谷（Don Valley）部分，帶來了更富有的毗鄰社區羅倫斯公園及泰丁敦公園的發展。這使必發公園房屋的物業價值飆升。
必發公園安靜的街道、茂盛的樹木、高質素的學校及景色優美的公園，以及靠近401號公路及地鐵羅倫斯站的位置，吸引了年輕的專業人士及其家人來到附近。許多原有的房屋仍然存在，其中有部分經過了大規模的翻修。社區的部分原有房屋已被拆除，取而代之的是更大、更現代的房屋。

## 人口統計

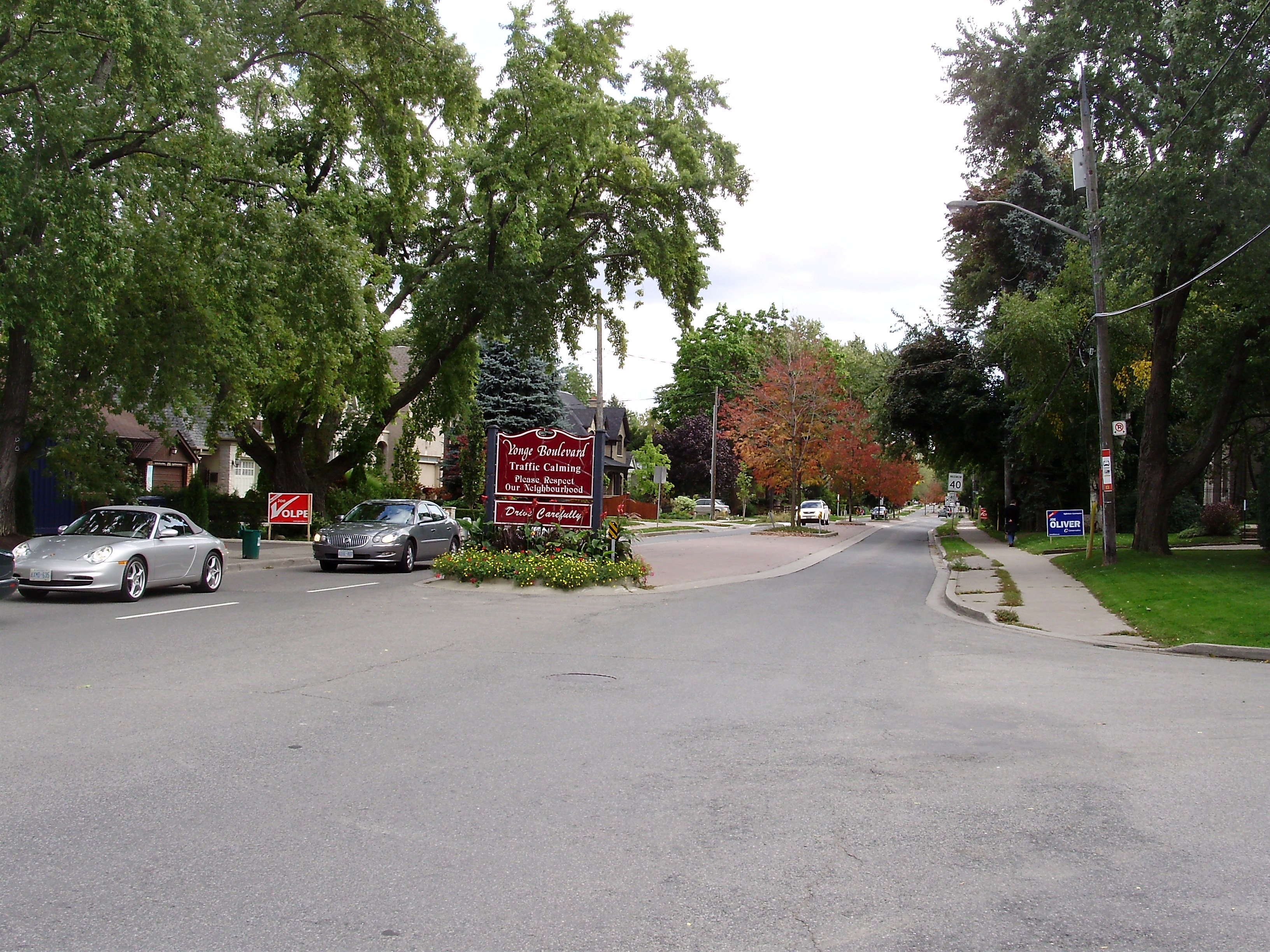
必發公園住宅街一景。 在2011年加拿大人口普查中，超過一半的必發公園居民表示他們是第三代或以上的加拿大人。

2011年，必發公園共有4599人居住，其中男性2260人，女性2375人。53%是第三代或以上的加拿大人（即本人及所有家長都在加拿大出生）。26.2%為第二代加拿大人，20.7%為第一代加拿大人（即移民）。
2006年，必發公園有居民4360人，其中男性2105人，女性2220人。50%是第三代或以上的加拿大人。28.8%為第二代加拿大人，21.2% 為第一代加拿大人。

### 收入
必發公園一向為中產階級人士的社區。2006年，個人收入中位數為46,894加元，2011年個人收入中位數增加到58,658加元。2006年家庭收入中位數為110,818加元，2011年中位數增加到147,212加元。

## 教育
在必發公園，世俗的英語公立學校由多倫多公校教育局（TDSB）運營。公共資助的英語天主教學校由多倫多天主教教育局（TCDSB）運營。在多倫多，世俗的法語公立學校由維亞蒙德公校局（Conseil scolaire Viamonde）運營，而天主教的法語公立學校則由Conseil scolaire catholique MonAvenir提供，但這兩個法語教育局在必發公園都未有開設學校。 以下公立學校位於必發公園：
- 莊·宏利士公立學校（John Wanless Public School） - 位於費朗路（Fairlawn Avenue）的一所小學，建校於1926年。
- 聖體天主教學校（Blessed Sacrament Catholic School） - 位於必發公園路（Bedford Park Avenue）的一所小學，建校於1927年。
- 必發公園公立學校（Bedford Park Public School） - 位於蘭禮路（Ranleigh Avenue）的一所小學，建校於1911年。

## 外部連結
- 多倫多市政府網站上的必發公園 （页面存档备份，存于）社區簡介
- 必發公園 （页面存档备份，存于）作为多倫多社區
- 必發公園早期歷史 （页面存档备份，存于）
- 必發公園各處的歷史照片 （页面存档备份，存于）

43°43′48″N 79°24′40″W / 43.730°N 79.411°W